# Ente nazionale di assistenza e previdenza per i pittori e gli scultori, i musicisti, gli scrittori e gli autori drammatici
L'Ente nazionale di assistenza e previdenza per i pittori e gli scultori, i musicisti, gli scrittori e gli autori drammatici, in acronimo ENAP o anche ENAPPSMSAD, è un ente istituito con D.P.R. 1º aprile 1978 n. 202, per fusione dell'Ente nazionale di assistenza e previdenza per i pittori e gli scultori (già Cassa nazionale assistenza belle arti), della Cassa nazionale assistenza musicisti, della Cassa nazionale assistenza previdenza scrittori italiani, della Cassa nazionale assistenza previdenza autori drammatici, con compiti di promozione dell'attività professionale.
L'ente è stato soppresso nel giugno 2010 per accorpamento delle funzioni con l'Enpals.